# Tor Engeström
Tor Engeström, född 13 januari 1905 i Saltsjö-Duvnäs, Nacka församling, Stockholms län, död 20 maj 1975 i Katarina församling, Stockholm, var en svensk läkare och tecknare.
Han var son till fabrikören Birger Engeström och Sigrid Abrahamson samt från 1945 gift med Ingrid Ståhlberg.
Engeström studerade vid Konstfackskolan grafiska avdelning 1945 samt bedrev konsthistoriska studier vid Stockholms högskola 1946-1947 samt studerade konst under studieresor till bland annat Frankrike, Italien, Schweiz och Spanien. Tillsammans med Torsten Löwgren ställde han ut i Sandviken 1951. Hans konst består förutom teckningar av landskap och porträtt i olja eller akvarell. Han var medlem i Riksförbundet Sverige-Tyskland och bedrev etnografiska studier i Afrika; hans fotosamling donerades till Etnografiska museet.